# Юбилейное (Теренкольский район)
Юбилейное (каз. Юбилейное) — село в Теренкольском районе Павлодарской области Казахстана. Входит в состав Теренкольского сельского округа. Код КАТО — 554830700.

## Население
В 1999 году население села составляло 233 человека (112 мужчин и 121 женщина). По данным переписи 2009 года, в селе проживали 142 человека (76 мужчин и 66 женщин).